# Yeezus
Yeezus ist das sechste Studioalbum des US-amerikanischen Rappers Kanye West. Es erschien am 18. Juni 2013 auf Roc-a-Fella Records und Def Jam Recordings und wird dem Genre Hip-Hop zugerechnet. Der Titel ist ein Kofferwort aus Yeezy, Wests Spitznamen, und Jesus.

## Musikstil
Das Album enthält größtenteils Elemente des Industrials und des Traps. Chicago Tribune beschrieb Yeezus als „aggressives und absichtlich abstoßendes“ Album, das Chicagoer Acid House der 1980er, Chicago Drill, das Industrial der 1990er und „Avant-Rap“ kombiniert. The Independent und The Village Voice nannte es ein experimentelles Album, wohingegen Rolling Stone es als „extravagant aggressives Album“ voller „Electro, trommelndem minimalistischem Hip-Hop, und Industrial“, sowie als „Meisterwerk des Industrial-Rap“ beschrieb.
In einem Interview im September 2013 erklärte West: „Ich als Kanye West, [I got to fuck shit up] […] Ich versuche etwas zu machen, das aufspringt und dich trifft, ob auf gute oder schlechte Weise. […] Ich bin nicht hier, um Easy Listening oder leicht programmierbare Musik zu machen.“ Später nannte West das Album einen „Protest gegen Musik“.

## Promotion und Veröffentlichung
Am 1. Mai 2013 veröffentlichte West auf Twitter eine Nachricht mit dem Titel „June Eighteen“ („Achtzehnter Juni“). Mehrere Medien spekulierten, dass sich der Beitrag auf das Erscheinungsdatum von Wests neuem Album bezog. Am 17. Mai begann er mit der Promotion des Albums, indem er den bisher unveröffentlichten Song New Slaves durch Videoprojektionen an 66 verschiedenen Orten enthüllte. Am nächsten Tag trat er in der Late-Night-Show Saturday Night Live auf und spielte die Songs New Slaves und Black Skinhead. West enthüllte anschließend das Cover und den Titel des Albums auf seiner offiziellen Website. Über die Promotion des Albums sagte West: „Mit diesem Album werden wir keine Single ins Radio bringen. Wir haben keine NBA-Kampagne, nichts dergleichen. Wir haben nicht einmal kein Cover. Wir haben nur echte Musik gemacht.“
Def Jam bestätigte Ende Juni 2013, dass Black Skinhead als erste Single des Albums veröffentlicht würde und dass ein Musikvideo für den Titel in Arbeit sei. Der Song erreichte Platz 69 in den USA und Platz 36 in Großbritannien. Im August 2013 wurde bekannt gegeben, dass "Bound 2" als zweite Single von Yeezus veröffentlicht werden würde. Bound 2 erhielt hohe Anerkennung von Musikkritikern, die den Song als einen der Höhepunkte des Albums bezeichneten und seine auf Soul-Samples basierende Produktion mit Wests früherem Werk aus seinem Debüt-Studioalbum The College Dropout (2004) verglichen. Im November 2013 gab Produzent Hudson Mohawke bekannt, dass Blood on the Leaves als dritte Single des Albums dienen würde. Das Lied konnte die Charts nicht erreichen.
Am 6. September 2013 kündigte West die Yeezus Tour an, die zwischen dem 19. Oktober und dem 7. Dezember 2013 stattfinden sollte. Die Tour enthielt Kendrick Lamar, Pusha T, A Tribe Called Quest und Travis Scott im Vorprogramm.

## Cover
Das digitale Cover zeigt eine CD in einer durchsichtigen Hülle mit einem roten Sticker auf der rechten Seite. Auf einigen Versionen des Covers ist der Sticker zerknickt und das Wort „Yeezus“ steht in Wests Handschrift darauf. Die CD-Ausgaben des Albums sind verpackt wie auf dem digitalen Cover dargestellt. Das Cover soll den minimalistischen Ton des Albums widerspiegeln. 2016 erklärte West das Albumcover in einem BBC-Interview mit Annie Mac: „Das Konzept ist, dass wir in Zukunft keine CDs mehr verwenden werden, und da dies das letzte Mal ist, dass wir eine sehen werden, ist das ein offener Sarg für die CD.“

## Titelliste
| Nr.          | Titel                                               | Produzent(en)                                                                               | Länge |
| ------------ | --------------------------------------------------- | ------------------------------------------------------------------------------------------- | ----- |
| 1.           | On Sight                                            | Kanye West, Daft Punk, Mike Dean, Benji B                                                   | 2:36  |
| 2.           | Black Skinhead                                      | West, Dean, Daft Punk, Gesaffelstein, Brodinski, Lupe Fiasco, Jack Donoghue, Noah Goldstein | 3:08  |
| 3.           | I Am a God                                          | West, Dean, Daft Punk, Hudson Mohawke                                                       | 3:52  |
| 4.           | New Slaves (feat. Frank Ocean)                      | West, Dean, Goldstein, Ben Bronfman, Travis Scott, Shama Joseph, Che Pope                   | 4:16  |
| 5.           | Hold My Liquor (feat. Chief Keef und Justin Vernon) | West, Dean, Goldstein, Arca                                                                 | 5:27  |
| 6.           | I’m in It (feat. Assassin und Justin Vernon)        | West, Goldstein, Arca, Dean, Evian Christ, Dom Solo                                         | 3:55  |
| 7.           | Blood on the Leaves                                 | West, Mohawke, Lunice, Dean, Arca, Carlos Broady, 88-Keys                                   | 6:00  |
| 8.           | Guilt Trip                                          | West, Dean, Travis Scott, S1, Ackee Juice Rockers                                           | 4:04  |
| 9.           | Send It Up (feat. King Louie)                       | West, Daft Punk, Gesaffelstein, Brodinski, Arca, Dean                                       | 2:58  |
| 10.          | Bound 2 (feat. Charlie Wilson)                      | West, Pope, Eric Danchick, Goldstein, Dean, No I.D.                                         | 3:49  |
| Gesamtlänge: | Gesamtlänge:                                        | Gesamtlänge:                                                                                | 40:01 |

## Singleauskopplungen
| Jahr | Titel          | Höchstplatzierung, Gesamtwochen, AuszeichnungChartplatzierungen (Jahr, Titel, , Platzierungen, Wochen, Auszeichnungen, Anmerkungen) | Höchstplatzierung, Gesamtwochen, AuszeichnungChartplatzierungen (Jahr, Titel, , Platzierungen, Wochen, Auszeichnungen, Anmerkungen) | Höchstplatzierung, Gesamtwochen, AuszeichnungChartplatzierungen (Jahr, Titel, , Platzierungen, Wochen, Auszeichnungen, Anmerkungen) | Höchstplatzierung, Gesamtwochen, AuszeichnungChartplatzierungen (Jahr, Titel, , Platzierungen, Wochen, Auszeichnungen, Anmerkungen) | Höchstplatzierung, Gesamtwochen, AuszeichnungChartplatzierungen (Jahr, Titel, , Platzierungen, Wochen, Auszeichnungen, Anmerkungen) | Höchstplatzierung, Gesamtwochen, AuszeichnungChartplatzierungen (Jahr, Titel, , Platzierungen, Wochen, Auszeichnungen, Anmerkungen) | Anmerkungen                                                 |
| Jahr | Titel          | DE | AT | CH | UK | US | R&B | Anmerkungen                                                 |
| --- | -------------- | --- | --- | --- | --- | --- | --- | ----------------------------------------------------------- |
| 2013 | Black Skinhead | — | — | — | UK36 (16 Wo.)UK | US69 (3 Wo.)US | R&B21 (11 Wo.)R&B | Erstveröffentlichung: 2. Juli 2013 Verkäufe: + 2.625.000    |
| 2013 | Bound 2        | — | — | — | UK55 (5 Wo.)UK | US12 (6 Wo.)US | R&B3 (15 Wo.)R&B | Erstveröffentlichung: 28. August 2013 Verkäufe: + 2.200.000 |
| Folgende Lieder erschienen nicht als Single, wurden aber durch das Album zum Download und Streaming bereitgestellt und konnten somit eine Platzierung erlangen: |                | | | | | | |                                                             |
| |                | | | | | | |                                                             |
| 2013 | New Slaves     | — | — | — | UK97 (1 Wo.)UK | — | — | Charteinstieg: 29. Juni 2013                                |

## Rezensionen
Yeezus wurde von Kritikern durchweg mit Lob überschüttet. Als der Hauptkritiker von The Guardian, Alexis Petridis, das Album rezensierte, fand er es „laut, packend, verrückt“, während Helen Brown von The Daily Telegraph sagte, es sei „das aufregendste Album“, das sie seit einiger Zeit gehört habe. Jon Dolan von Rolling Stone sagte, das Album habe andere aggressive Platten von „verrückten Genies“ im Vergleich dazu zahm erscheinen lassen. Pitchfork Media-Kritiker Ryan Dombal betrachtete es als „Verschärfung“ von Wests viertem Studioalbum 808s & Heartbreak und kam zu dem Schluss, dass „jeder Lärmstoß, jeder unpassende Tempowechsel und jede verzerrte Stimme in den schnellen 40 Minuten des Albums an die richtige Stelle geschraubt wird.“ Randall Roberts von der Los Angeles Times hielt es für sein bislang ehrgeizigstes Stück. In einer äußerst positiven Rezension meinte David Jeffries von AllMusic, dass das Album ein „extravaganter Stunt hochkarätiger Kunst sei und eine exzentrische, kühne und packende Erfahrung biete, die wirklich einzigartig ist“. Lou Reed beschrieb Yeezus im Juli 2013 kurz vor seinem Tod als „majestätisch und inspirierend“.
Nach Meinung von Robert Christgau war die Kombination von harten Rock- und Hip-Hop-Sounds auf Yeezus ähnlich kühn wie die Musik von Public Enemy in den 1980ern, aber Wests Texte seien grotesk abstoßend. In der Times meinte Will Hodgkinson, dass Yeezus Wests Meisterwerk hätte werden können, wenn dieser nicht „so hoffnungslos selbstverliebt“ geworden wäre.

## Kommerzieller Erfolg

### Chartplatzierungen
| ChartsChartplatzierungen       | Höchstplatzierung | Wochen |
| ------------------------------ | ----------------- | ------ |
| Deutschland (GfK)              | 15 (5 Wo.)        | 5      |
| Österreich (Ö3)                | 22 (3 Wo.)        | 3      |
| Schweiz (IFPI)                 | 6 (5 Wo.)         | 5      |
| Vereinigte Staaten (Billboard) | 1 (34 Wo.)        | 34     |
| Vereinigtes Königreich (OCC)   | 1 (17 Wo.)        | 17     |

| ChartsJahrescharts (2013)      | Platzierung |
| ------------------------------ | ----------- |
| Vereinigte Staaten (Billboard) | 37          |

### Auszeichnungen für Musikverkäufe
| Land/Region                  | Auszeichnungen für Musikverkäufe (Land/Region, Auszeichnung, Verkäufe) | Verkäufe  |
| ---------------------------- | ---------------------------------------------------------------------- | --------- |
| Australien (ARIA)            | Gold                                                                   | 35.000    |
| Dänemark (IFPI)              | Platin                                                                 | 20.000    |
| Neuseeland (RMNZ)            | 2× Platin                                                              | 30.000    |
| Vereinigtes Königreich (BPI) | Gold                                                                   | 100.000   |
| Vereinigte Staaten (RIAA)    | 2× Platin                                                              | 2.000.000 |
| Insgesamt                    | 2× Gold · 5× Platin ·                                                  | 2.185.000 |

Hauptartikel: Kanye West/Auszeichnungen für Musikverkäufe